# Mat (okres)
Okres Mat (albánsky Rrethi i Matit) je okres v Albánii v kraji Dibrë. Má 62 000 obyvatel (2004 odhad) a rozlohu 1 028 km². Nachází se v centrální části země a jeho hlavním městem je Burrel. Další města v tomto kraji jsou Klos, Krastë a Ulzë.
Vládnoucím rodem v tomto regionu byli Zoguové, nejznámějším příslušníkem rodu byl král Zog I.